# Zhang Chenglin
Zhang Chenglin (張成林T, 张成林S, Zhāng ChénglínP; Guzhen, 20 gennaio 1987) è un calciatore cinese, difensore svincolato.

## Carriera

### Nazionale
Tra il 2010 ed il 2011 ha giocato 2 partite con la nazionale cinese.

## Palmarès

### Club

#### Competizioni nazionali
- Coppa della Cina: 1

Beijing Renhe: 2013
- Supercoppa di Cina: 3

Guangzhou Evergrande: 2017, 2018
Beijing Renhe: 2014
- Campionato cinese: 2

Guangzhou Evergrande: 2017, 2019